# 山口県道280号長門秋芳線
山口県道280号長門秋芳線（やまぐちけんどう280ごう ながとしゅうほうせん）は、山口県長門市から美祢市に至る一般県道である。

## 概要
長門市深川湯本（ふかわゆもと）から美祢市秋芳町嘉万（かま）に至る。

### 路線データ
- 起点：長門市深川湯本（国道316号交点）
- 終点：美祢市秋芳町嘉万（山口県道36号秋芳三隅線交点）
- 通行不能区間：長門市渋木 - 美祢市秋芳町嘉万

## 歴史
- 1995年（平成7年）3月31日 - 山口県告示第261号により認定される。

前身は山口県道280号市野尾秋芳線および長門市道。

## 路線状況
起点側の長門市深川湯本（ふかわゆもと） - 長門市渋木の区間では大河内ダムの建設に伴う付替改良工事が行われている。
荒ヶ峠を挟む通行不能区間の起点側には県道の表示があるもののすぐにとぎれており、花尾山（長門市最高峰・標高670 m）への登山道につながっている。なお、この区間の改良計画は現在策定されていない。

### 重複区間
- 山口県道268号豊田三隅線（長門市渋木）

## 地理

### 通過する自治体
- 山口県
  - 長門市 - 美祢市

### 交差する道路
| 交差する道路                          | 市町村名 | 交差する場所             | 交差する場所 |
| ------------------------------------- | -------- | ------------------------ | ------------ |
| 国道316号 山口県道34号下関長門線 重複 | 長門市   | 深川湯本（ふかわゆもと） | 起点         |
| 山口県道268号豊田三隅線 重複区間起点  | 長門市   | 渋木                     |              |
| 山口県道268号豊田三隅線 重複区間終点  | 長門市   | 渋木                     |              |
| 通行不能区間                          |          |                          |              |
| 山口県道36号秋芳三隅線                | 美祢市   | 秋芳町嘉万（かま）       | 終点         |

### 沿線
- JR西日本山陰本線 板持駅（起点付近）
- 大河内ダム（建設中）
- 厚東川

### 峠
- 荒ヶ峠（長門市 - 美祢市秋芳町境、自動車通行不能）